# Micrurus serranus
Micrurus serranus là một loài rắn trong họ Rắn hổ. Loài này được Harvey, Aparicio & Gonzalez mô tả khoa học đầu tiên năm 2003.